# Nationale Gruppe
Im Skisprung-Weltcup erhalten die ausrichtenden nationalen Skiverbände die Möglichkeit, zweimal pro Saison eine nationale Gruppe bei einem Weltcup im Heimatland starten zu lassen. Durch diese Regelung konnten zusätzlich zu den für eine Nation startenden Skispringern weitere sechs bzw. seit der Saison 2023/24 vier Athleten in der Qualifikation des Weltcupspringens antreten.
Deutschland und Österreich nutzten ihre Option der zusätzlichen nationalen Gruppe in der Vergangenheit im Rahmen der Vierschanzentournee, die auf je zwei Schanzen in Deutschland (Oberstdorf und Garmisch-Partenkirchen) und zwei Schanzen in Österreich (Innsbruck und Bischofshofen) ausgetragen wird.
In der Vergangenheit sorgte diese Regelung für bis zu 13 deutsche Springer bei der Vierschanzentournee-Qualifikation in Oberstdorf. Seit der Saison 2023/24 setzt Deutschland die nationale Gruppe beim Vierschanzentournee-Springen in Garmisch-Partenkirchen und beim Weltcup in Willingen ein.